# Ostfriesisches Teemuseum

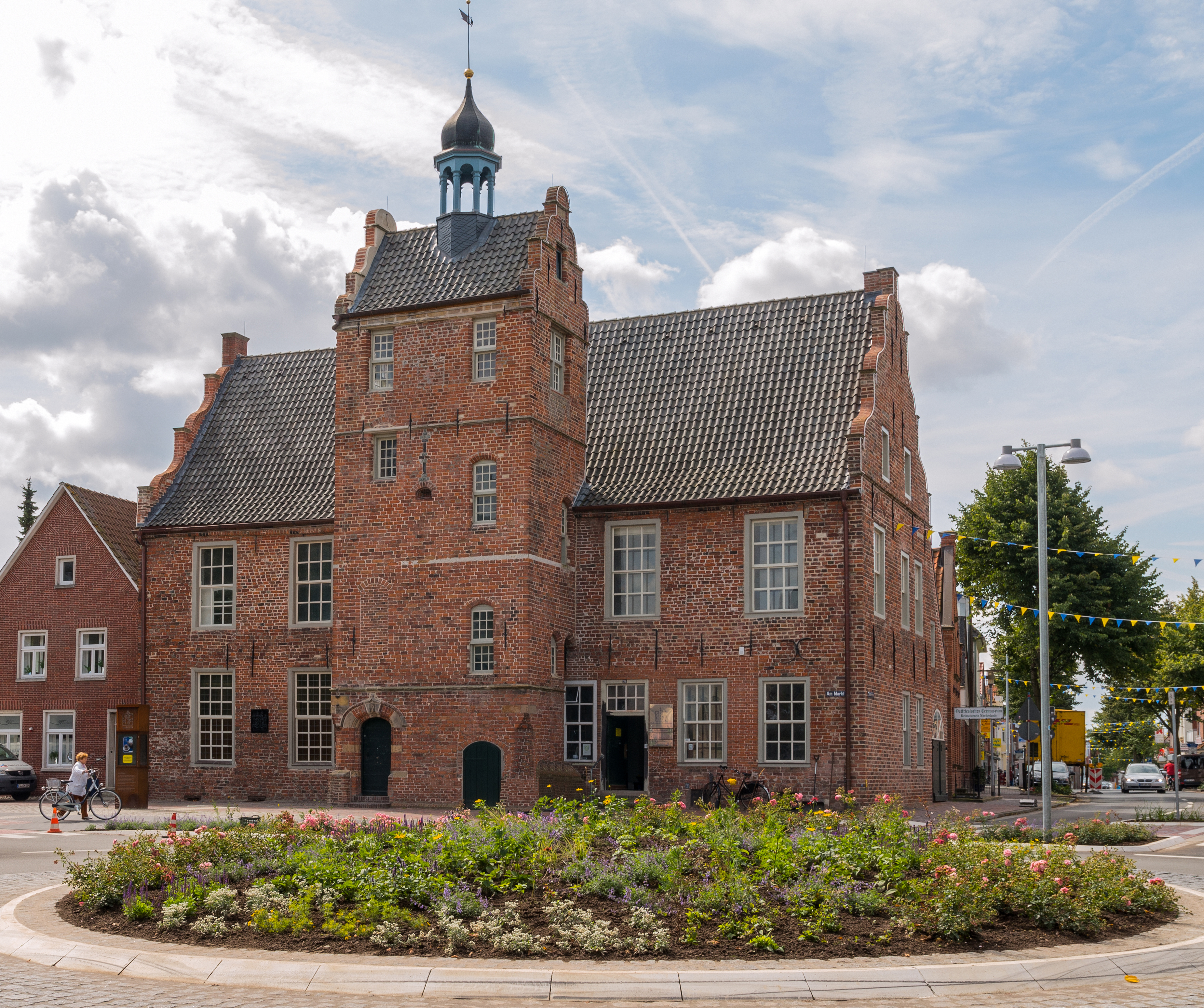
Altes Rathaus der Stadt Norden, Hauptgebäude des Ostfriesischen Teemuseums Norden

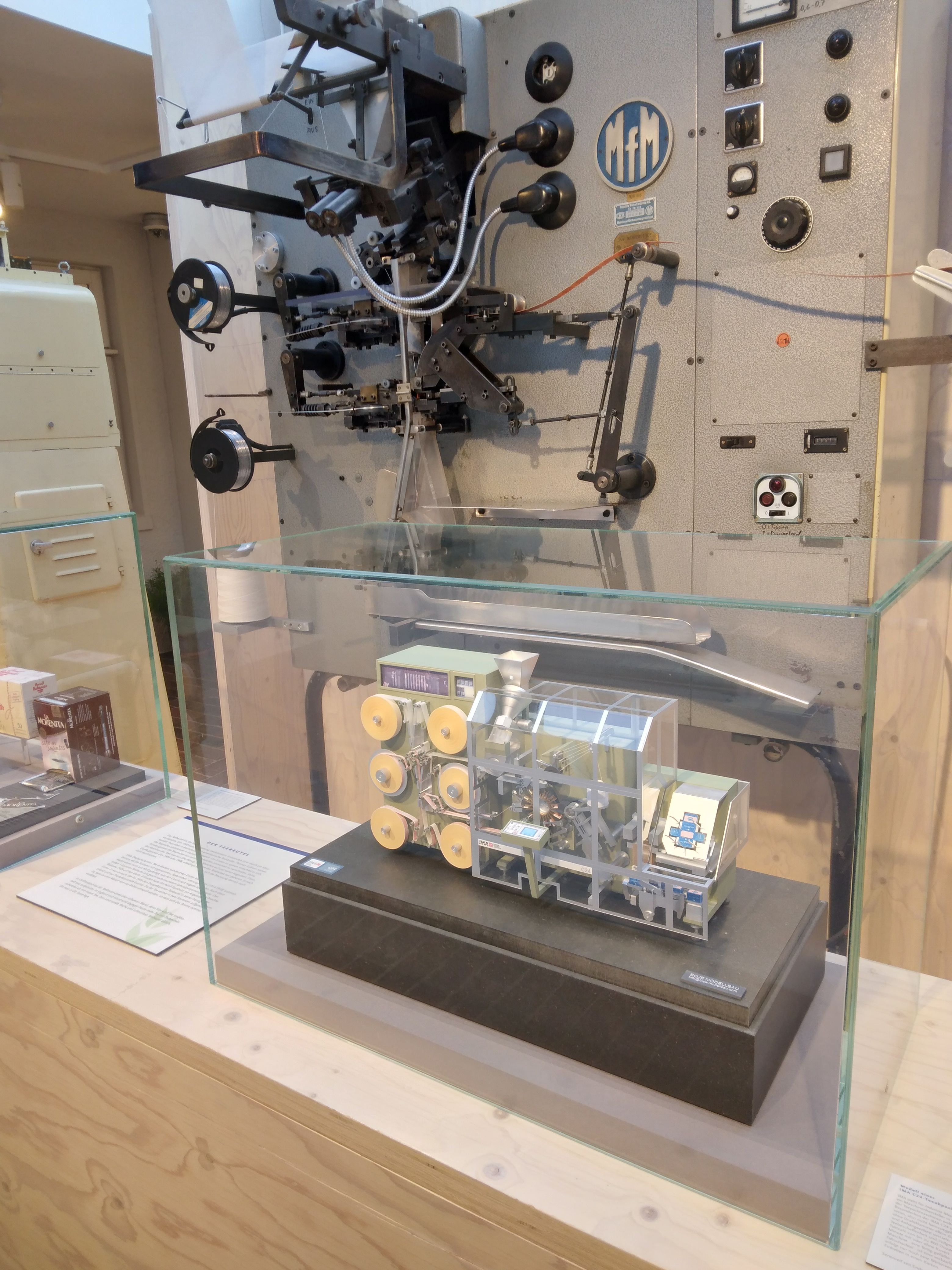
Maschine der Firma MFM zur Teebeutelherstellung

Das Ostfriesische Teemuseum Norden ist ein Museum in der ostfriesischen Stadt Norden. Es hat seinen Sitz im Alten Rathaus der Stadt und ist Mitglied im Museumsverbund Ostfriesland.

## Ausstellung
Ausgehend von der Ostfriesischen Teekultur entwickelt das Museum Einblicke in den Teeanbau in diversen asiatischen Ländern und in Teekulturen weltweit wie etwa diejenige Chinas, Japans, Indiens, Englands oder auch Russlands.
Das Museum erklärt die Ostfriesische Teekultur, zeigt das typisch ostfriesische Teezubehör, wie etwa das weit verbreitete Porzellan mit der offenen oder geschlossenen ostfriesischen Rose, sowie dem Dekor Dresmer Blau, führt in das Entstehen der Echten Ostfriesischen Mischung ein und erklärt Aufzucht, Anbau, Ernte und Weiterverarbeitung des Tees sowie dessen weltweiten Handel.
Chinesisches Auftragsporzellan ist ebenso zu sehen, wie Keramik aus versunkenen Schiffen oder Porzellane aus den angesehensten deutschen Manufakturen wie der Königlichen Porzellan-Manufaktur Berlin, Meißener Porzellan oder Fürstenberg. Sehenswert ist auch die Sammlung an Lithophanien und Stövchen des Museums.
In den stadtgeschichtlichen Abteilungen ist ein Gang durch rund 5000 Jahre Norder Geschichte möglich. Hier wird u. a. Norder Silber, regionales Handwerk rund um den Teetisch oder auch die Geschichte der Firma Doornkaat gezeigt.

## Teeküche
In der Teeküche des Museums kann Echter Ostfriesentee verkostet werden. Hier werden auch jeden Mittwoch und Samstag Ostfriesische Teezeremonien durchgeführt.